# Yalunka
Gli Yalunka, o anche  Dialonké, Jalonke, o altre grafie simili, sono un gruppo etnico dell'Africa occidentale, che vive soprattutto in Guinea, in particolare nella regione di Faranah. Comunità più piccole si trovano anche  a Kouroussa, così come in Sierra Leone, Senegal e Mali. Fanno parte del più ampio gruppo dei popoli Mandé e parlano la lingua yalunka, un idioma appartenente al gruppo delle lingue mande.
Sono considerati gli abitanti originari del Futa Jalon, regione che abbandonarono in occasione delle invasioni dei Fulani tra il XV e il XVIII secolo. Gli Yalunka sono noti per essersi prima convertiti all'Islam, ma poi aver rinunciato in massa a tale religione quando i musulmani Fulani iniziarono a dominare la loro regione. Gli Yalunka combatterono contro la jihad dei Fulani, ma in seguito migrarono a sud fino ai piedi delle montagne di Mamou o ad est per vivere tra il popolo Mandinka dell'Alta Guinea. Altri migrarono verso la Sierra Leone e fondarono nuove città come Falaba, o si stabilirono tra i popoli Kuranko, Limba e Kissi. Oggi la maggior parte degli Yalunka ha riabbracciato l'Islam, che rimane la loro religione maggioritaria.